# Rugelach

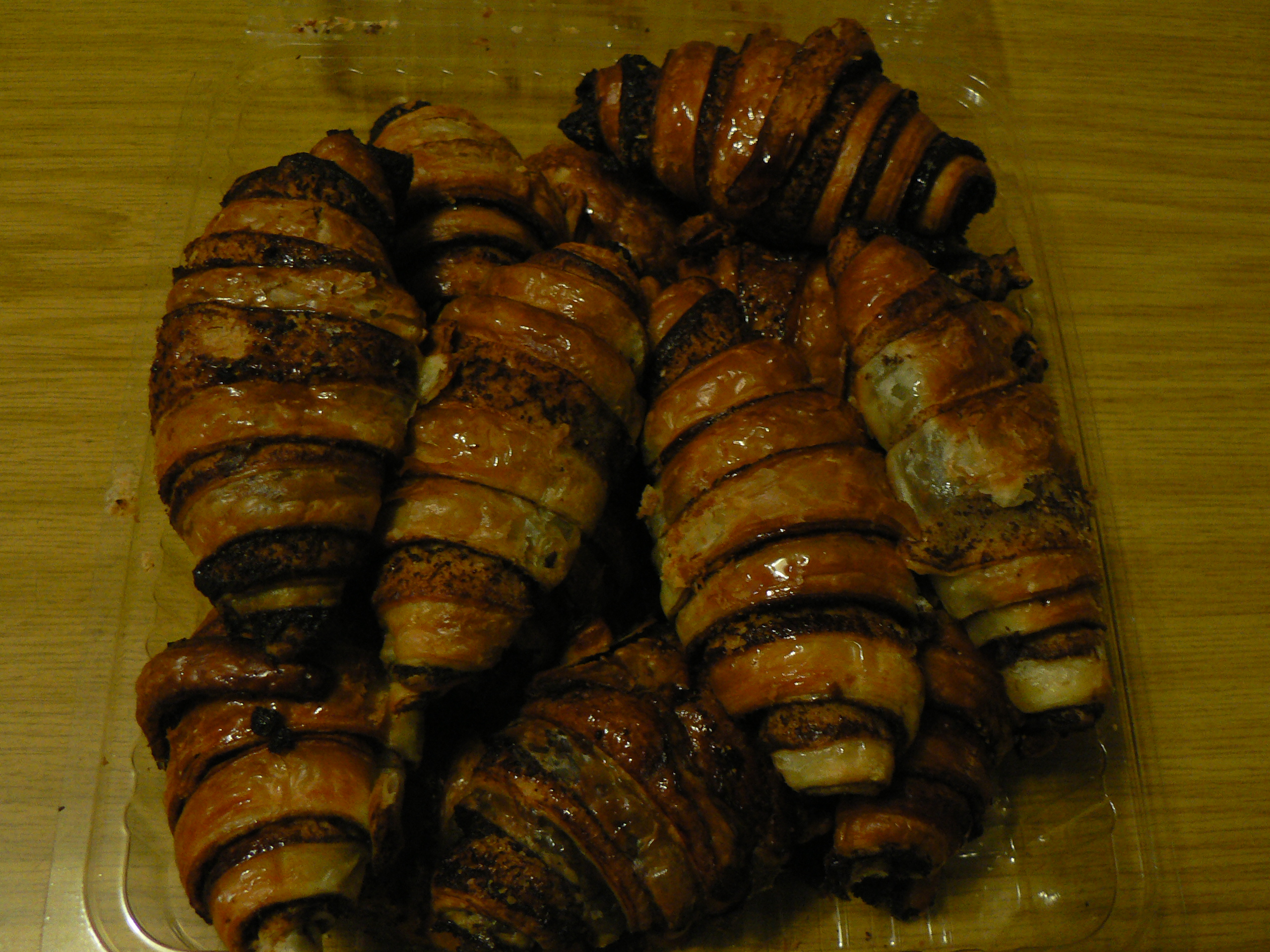
Rugelach

Rugelach (jiddish: רוגעלאך, hebreiska: רוגלך) är ett amerikanskt-judiskt månskäreformat bakverk av ashkenaziskt ursprung inspirerat av giffeln. I Amerika har bakverket fått genomslag även utanför den judiska gemenskapen och är en del av det allmänna utbudet på amerikanska konditorier. De bakas normalt med gräddfil eller cream cheese och degen kavlas och skärs triangelformade för att rullas ihop med söta fyllningar av frukt- och nötblandningar, kanel, choklad och liknande. Förenklade varianter där bakverken skurits ut ur rullar finns också.

## Etymologi
Ordet rugelach är jiddish och stammar förmodligen från det slaviska ordet rog som har betydelserna horn och vriden samt ordbildning med pluraländelsen lach.

## Historia
Den tidigaste dokumenterade användningen av namnet rugelach är från 1941 ur en judisk livsstilsbok, The Jewish Home Beautiful, men bakverket anses ha en äldre historia. Det är omgivet av samma tradition som croissanten, nämligen att formen skulle anspela på turkarnas månskära sedan turkarna 1683 belägrade staden Wien i Österrike och att den hyllar segern över dem. Förmodligen skapades rugelachen som en amerikansk variant av den öst- och centraleuropeiska giffeln i den judiska gemenskapen. Genom att tillföra gräddfil eller cream cheese i degen till gifflar moderniserades tillagningen och jäsning behövdes inte och det blev mindre kavling. Vanligen bakas rugelach med mejeriprodukter i degen eller fyllningen, vilket påverkar när och till vad de får ätas under en judisk måltid som följer de religiösa kosherreglerna. I till exempel Israel är rugelach utan mejeriprodukter vanliga.
Bakverken är inte speciellt anknutna till någon judisk högtid utan äts som del i de flesta festmåltider. Under högtiden chanukka är det tradition att äta friterade rätter eller rätter på andra sätt kopplade till matlagningsolja, men rugelach är trots det vanliga även under dessa festligheter.

## Ingredienser
Rugelach kan göras på deg med gräddfil eller cream cheese. Deg med cream cheese är den senaste, antagligen amerikanska innovationen, medan deg med jäsmedel och gräddfil är ett mycket äldre recept.
De olika fyllningarna kan innehålla russin, valnötter, kanel, choklad, marsipan, vallmofrön eller fruktkonserver som är rullade inuti.
Rugelach liknar schnecken, ett östeuropeiskt (Polen, Ryssland, Ukraina) judiskt bakverk. Detta brukar ha deg av cream cheese som är rullad till en cylinder och skivad, så att den blir en platt spiral, medan rugelach formas från individuella trianglar av deg och rullas till en form av en halvmåne. På senare år har kockar introducerat kryddade versioner av dessa bakverk, fyllda med kyckling och schmaltz eller lax och boursinost.